# 아제르바이잔-이란 관계
아제르바이잔과 이란 간의 공식 외교 관계는 소련 해체 (1991년) 이후 수립되었다. 이란과 아제르바이잔은 대체로 동일한 역사, 종교, 문화를 공유하고 있다. 현재 아제르바이잔 공화국이라고 불리는 지역은 19세기 전반기에 러시아-페르시아 전쟁을 통해 이란으로부터 분리되었다. 아라스강 북쪽 지역에서는 현대 아제르바이잔 공화국의 영토가 러시아에 의해 점령될 때까지 이란의 일부였다. 이란과 아제르바이잔은 모두 시아파 무슬림이 다수인 국가이다. 이란은 각각 세계에서 가장 높은 시아파 인구 비율과 두 번째로 높은 시아파 인구 비율을 가지고 있으며, 두 나라 모두 역사상 정확히 같은 시기에 뿌리를 둔 시아파의 역사를 가지고 있지만, 이웃 국가의 인구 대다수는 주로 기독교인이거나 수니파 무슬림이다. 그러나 정치적 성향이 정도에 따라 다를 수 있기 때문에 두 나라 사이에는 약간의 긴장감이 있다. 아제르바이잔은 점점 더 친서방적 성향이 강해지고 있으며 이스라엘, 튀르키예, 미국 (후자는 나토 회원국)의 동맹국이다. 반면 이란 이슬람 공화국은 미국에 대한 적대감으로 인해 대부분 친러시아 성향과 친중국 성향을 띠고 있으며 제재의 표적이 되어 왔다. 모하마드 호세이니와 같은 이란 정치인들은 아제르바이잔을 이스라엘 대리인이라고 불렀다.
1918년 5월, 무사바트당 정부는 정치적 이유로 새로 설립된 아제르바이잔 민주공화국의 이름을 "아제르바이잔"으로 채택했다. 이는 "아제르바이잔"이라는 이름이 항상 현대 북서부 이란의 인접 지역을 지칭하는 데 사용되었기 때문이다. 1991년 소련이 해체되면서 이란과 아제르바이잔 간의 현대 관계에서 비교적 하향 곡선이 시작되었다. 2015년 5월, 아제르바이잔 주재 이란 대사는 나고르노카라바흐 공화국을 인정하지 않는다고 발표했다.
이란은 1991년 아제르바이잔의 독립을 인정했고, 1992년 양국 간 외교 관계가 수립되었다. 이란은 바쿠에 대사관과 나흐츠반 시에 총영사관을 두고 있다. 아제르바이잔은 테헤란에 대사관을 두고 타브리즈에 총영사관을 두고 있다. 양국은 경제 협력 기구(ECO)와 이슬람 협력 기구(OIC)의 정회원국이다.

## 현대사

### 협력과 상충되는 에너지 문제

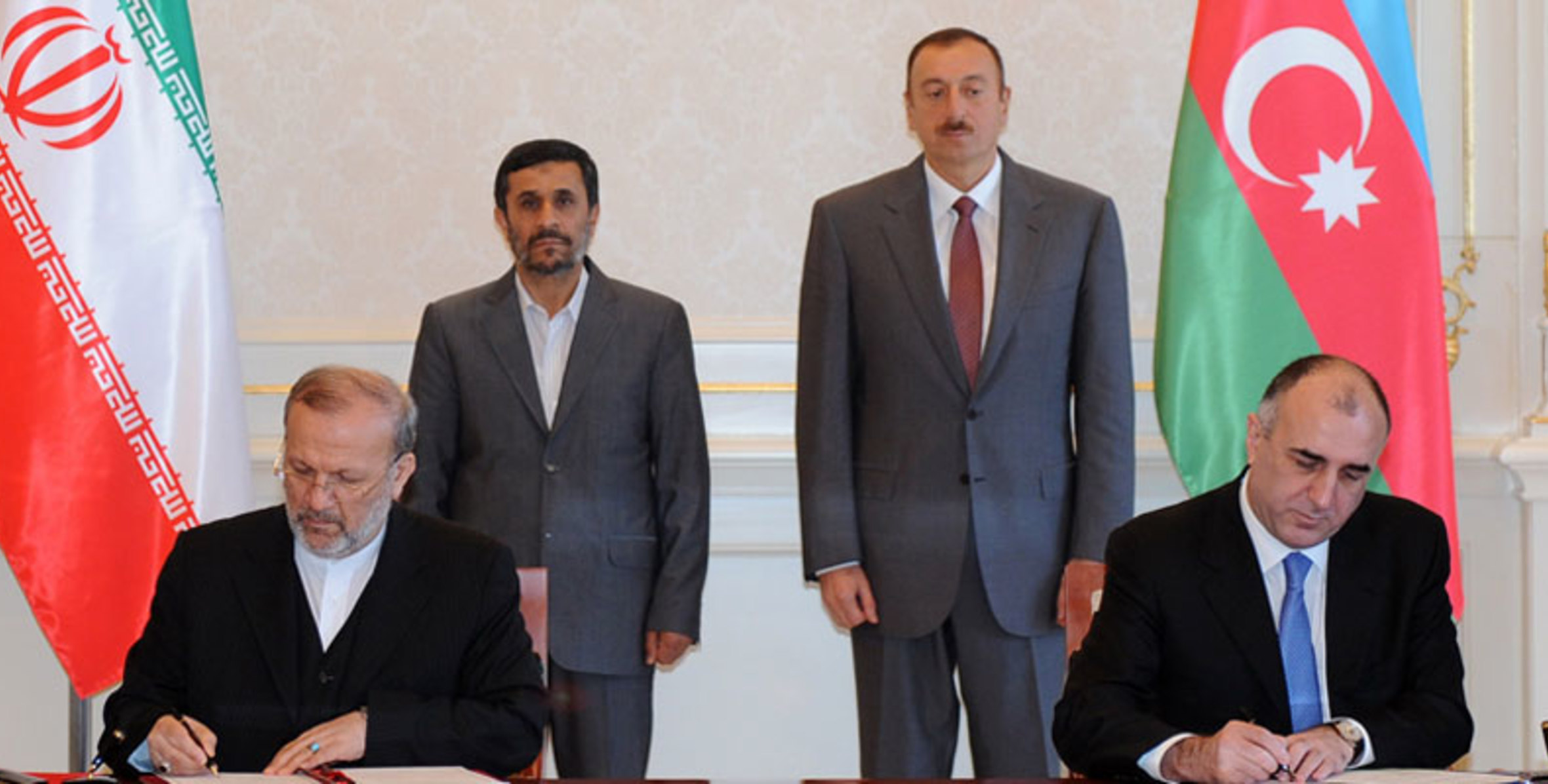
2010년에 바쿠에서 에너지 및 교통 분야의 양해각서와 협력이 체결되었다.

2005년 12월 20일, 아제르바이잔 대통령 일함 알리예프와 이란 대통령 마무드 아마디네자드는 아르메니아 영토의 일부로 아제르바이잔 본토와 분리된 아제르바이잔 내륙의 나흐츠반 자치공화국으로 가는 새로운 가스 파이프라인 개통식에 참석했다. 나흐츠반은 나고르노카라바흐를 둘러싼 아르메니아-아제르바이잔 분쟁으로 인해 가스 공급이 중단되었다. 2004년 8월 양국이 체결한 25년간의 스왑 계약에 따라 새로운 파이프라인은 이 지역에 이란산 천연가스를 공급하게 된다. 아제르바이잔은 이란 북동부 지방에도 가스를 공급할 예정이다. 나흐츠반으로의 가스 수입량은 2006년에 2억 5천만 입방미터, 2007년에는 3억 5천만 입방미터에 달할 것으로 예상된다.
2007년 3월 19일, 이란의 마무드 아마디네자드 대통령은 아르메니아의 로베르트 코차랸 대통령과 함께 이란 천연가스를 아르메니아로 펌핑하는 가스 파이프라인을 개통했다. 아르메니아는 아제르바이잔의 숙적이다.

### 바퀴벌레 만화 논란
2006년에 이란의 한 신문에서 바퀴벌레를 다루는 아홉 가지 방법을 설명하는 만화를 발행했다. 바퀴벌레가 아제르바이잔어를 사용하기 때문에, 이는 아제르바이잔과 이란에서도 아제르바이잔인들이 바퀴벌레와 비교했다는 이유로 항의를 불러일으켰다. 만화가는 이란의 아제르바이잔 남성이었다.